# Palauaspis multiductus
Palauaspis multiductus är en insektsart som beskrevs av John Wyman Beardsley 1966. 
Palauaspis multiductus ingår i släktet Palauaspis och familjen pansarsköldlöss. Artens utbredningsområde är Palau. Inga underarter finns listade i Catalogue of Life.